# 南関東地方競馬チャンネル
南関東地方競馬チャンネル（みなみかんとうちほうけいばちゃんねる）とは、スカパー・ブロードキャスティングがスカパー!プレミアムサービスCh.678で、大井、川崎、浦和、船橋の4つの競馬場で開催されている競馬（南関東公営競馬）を中継している専門チャンネルである。
1999年8月2日放送開始。当初はディレクTVでスタートしたが、ディレクTVの経営不振による撤退と視聴者のスカパー!移行に伴い、スカパー!での放送に移行した。ディレクTVでの放送時には番組と連動するデータ放送サービスを行っていた。

## 概要
大井、川崎、浦和、船橋の各競馬場で開催されるレースを全レース放送しており、そのうち大井競馬の中継は『東京シティ競馬実況中継』、それ以外の3場の中継を『南関東地方競馬中継』とし、「南関東地方競馬シリーズ」として両番組の視聴契約をする方式。視聴料は月額1,080円。
番組制作には日本放送協会（NHK）の関連団体であるNHKグローバルメディアサービス（NHK G-Media）が協力している。
なお、毎月第1日曜日の『スカパー!大開放デー』には参加していないが、チャンネル独自で月1-3日程度無料放送の日が設けられている。
2016年12月1日より、スカパー!プレミアムサービスの衛星一般放送事業者がスカパー・ブロードキャスティングからスカパー・エンターテイメントに変更。
2021年10月1日からひかりTVでの配信を開始した。
スカパー!番組配信並びにSPOOXでのネット配信も行われていたが、2025年3月31日で終了。
また、『東京シティ競馬中継』は東京メトロポリタンテレビジョン（TOKYO MX）で、『南関東地方競馬中継』は川崎をテレビ神奈川（tvk）・浦和をテレビ埼玉（テレ玉）・船橋を千葉テレビ（チバテレ）のそれぞれサブチャンネルで、一部時間帯のみサイマル放送する。このため、各局の放送開始時間に合わせて、何度か出演者テロップが表示される。

## 現在の司会者
『東京シティ競馬中継』『南関東地方競馬中継』ともに、下記司会者のうち前半担当、後半担当の2名が出演する。
2012年4月 -
- 鈴木梢★（4月2日 - ）
- 中川ちひろ★（4月3日 - ）
- 佐々木麻衣★（4月5日 - ）

2014年春 -
- 瞳ゆゆ★（3月30日 - ）
- 芦崎愛★（3月30日 - ）

2015年4月 -
- 沖津那奈★（4月6日 - ）
- 田中歩★（4月6日 - ）

2024年4月 - 
- 岡本桃香☆（4月25日 - ）

☆印…セント・フォース所属。
★印…ジョイスタッフ所属。

## 過去の司会者
- 成嶋早穂☆（2011年4月 - 2011年9月）
- 中岡由佳☆（2011年10月17日 - 2012年3月27日）
- 高橋万里恵☆（2011年4月 - 2012年3月28日）
- 斎藤ゆき☆（2011年4月 - 2012年3月30日、その後『グリーンチャンネル地方競馬中継』に出演）
- 岩崎千明☆（2011年4月 - 2013年3月）
- 竹内優美☆（2011年7月22日 - 2013年3月）
- 安藤あや菜☆（2011年4月 - 2014年3月28日）
- 須貝茉彩★（2012年4月4日 - 2014年3月28日）
- 柳沼淳子☆（2013年4月15日 - 2014年7月9日）
- 竹村優香☆（2013年4月19日 - 2015年3月20日）

☆印…セント・フォース所属（出演当時）。
★印…ジョイスタッフ所属（出演当時）。